# Benjamín Alfonso
Benjamín Alfonso (San Isidro, Buenos Aires; 22 de mayo de 1984) es un actor, modelo y diseñador industrial argentino. Saltó a la fama en 2013, por su papel de Axel Piñeiro en la tira Señales. En 2015, tomó más popularidad por su participación en la miniserie Historia de un clan como Juani y en Educando a Nina (2016) como Martín «Tincho» Massey, ambas emitidas en Telefe.

## Biografía
Benjamín Alfonso nació el 22 de mayo de 1984 en San Isidro, Buenos Aires donde se crio junto a sus seis hermanos. Trabajó en una imprenta de Barracas y vivió un tiempo en Hawái y Costa Rica donde desarrollaba la actividad de surf, ahí trabajó como jardinero y barman para costear todos sus gastos. En 2006, Benjamín realiza su primera aparición pública protagonizando un comercial para Gillette.
A la edad de los 22 años su psicólogo le había recomendado que debía tomar clases de teatro, luego de este consejo siguió la carrera de Ingeniería industrial pero pasó a  estudiar Diseño industrial de la cual se recibió y comenzó a incursionar en su carrera de actor debutando en la tira Enseñame a vivir emitida por El trece, en donde realizó un bolo.

## Carrera profesional
Alfonso comenzó su carrera como modelo con la agencia Multitalent Agency realizando varias producciones fotográficas para distintas revistas y campañas para Falabella y Herencia; entre otras. Luego debutó como actor en 2012, participando de telenovelas como Dulce amor y Graduados, ambas emitidas por Telefe y en Sos mi hombre, emitida por El trece.
En 2013, Alfonso es convocado por un productor con quien jugaba al fútbol para participar de la tira juvenil musical Señales emitido por la TV Pública, en ella interpretaba a Axel Piñeiro un chico ególatra, cínico y muy competitivo. También es convocado para realizar la publicidad de Twistos junto a Nicole Luis y para la bebida Bretaña.
En 2014, realizó una participación especial en la telenovela Viudas e hijos del Rock & Roll transmitida por Telefe, en donde interpretó a Facundo un petisero de la estancia durante nueve capítulos. Ese mismo año, Benjamín se incorpora como uno de los corredores al elenco del espectáculo Fuerzabruta junto a Martín Buzzo.
En 2015, fue fichado por la productora Underground para personificar a Juani un personaje recurrente y amigo de Alejandro Puccio (Chino Darín) en la miniserie Historia de un clan emitida por Telefe. Ese mismo año, realizó comerciales para Levité, Renault y Banco Supervielle.
En 2016, nuevamente fue convocado por Underground y Telefe para formar parte del elenco principal de la ficción Educando a Nina junto a Griselda Siciliani, Esteban Lamothe, Rafael Ferro y Verónica Llinás, en donde personificó a Martín «Tincho» Massey, el esposo de Patricio (Diego Ramos).
En 2017, fue convocado por Pol-ka y El trece para realizar una participación especial en la telenovela Quiero vivir a tu lado interpretando al tenista Indio Laprida.
En 2018, realizó una participación especial en los últimos capítulos de la telenovela Las Estrellas, también producida por Pol-ka y emitida por El trece, interpretando a Juan Segundo «Juanse» Faulkner, quien es el hijo del corazón de Eduardo Estrella, hermano de Mario Estrella.

## Vida personal
En 2013, Alfonso comenzó a salir con la actriz y modelo, y también su excompañera de Señales, Nicole Luis. Pero en junio de 2016, en una entrevista para el programa Tarde Xtra emitido por C5N  Benjamín declaró que estaba soltero.

## Filmografía

### Cine
| Año  | Título          | Papel         | Notas        |
| ---- | --------------- | ------------- | ------------ |
| 2017 | Casi leyendas   | Daniel "Dani" |              |
| 2019 | Chic & Chambray | Angelo        | Cortometraje |

### Televisión
| Año       | Título                            | Papel                          | Notas                          |
| --------- | --------------------------------- | ------------------------------ | ------------------------------ |
| 2009      | Enseñame a vivir                  | Benjamín Buzzi                 | Extra                          |
| 2010      | Hombre al agua                    | Participante                   | 1 programa                     |
| 2010      | Casi ángeles                      | Andy                           |                                |
| 2012      | Graduados                         | Hombre en el bar               |                                |
| 2012      | Sos mi hombre                     |                                |                                |
| 2012      | Dulce amor                        |                                |                                |
| 2013-14   | Señales                           | Axel Piñeiro                   |                                |
| 2014      | Viudas e hijos del rock and roll  | Facundo                        |                                |
| 2015      | Historia de un clan               | Juani                          |                                |
| 2015      | Pijama Party                      | Roy                            |                                |
| 2016      | Educando a Nina                   | Martín «Tincho» Massey         |                                |
| 2017      | Quiero vivir a tu lado            | Indio Laprida                  |                                |
| 2017-2018 | Las Estrellas                     | Juan Segundo «Juanse» Faulkner |                                |
| 2018      | Rizhoma Hotel                     | Franco Valdés                  | Episodio: «Talion»             |
| 2018      | Pasados de copa                   | Luis Ángel Firpo               | Episodio: «La pelea del siglo» |
| 2018      | Showmatch: Bailando 2018          | Participante                   | 7.mo eliminado                 |
| 2018      | Mi hermano es un clon             | Antonio Hauser                 |                                |
| 2018      | Yo, Potro                         | Fabrizio Romani                |                                |
| 2022      | El primero de nosotros            | Marcelo «Chelo» Alonso         |                                |
| 2022      | Casi feliz                        | Josh                           | Episodio: «Beso»               |
| 2023      | The Challenge Argentina           | Participante                   | 4.to eliminado                 |
| 2023      | Melody, la chica del metro        | Pablo                          |                                |
| 2023      | The Challenge: World Championship | Participante                   | 6.to eliminado                 |
| 2025      | En el barro                       | Martín Ponce                   |                                |

### Videos musicales
| Año  | Video               | Papel   | Artista               | Ref(s) |
| ---- | ------------------- | ------- | --------------------- | ------ |
| 2020 | «Un beso en Madrid» | Exnovio | Tini y Alejandro Sanz | [ 17 ] |

## Teatro
| Año       | Título                                   | Papel        | Lugar                         |
| --------- | ---------------------------------------- | ------------ | ----------------------------- |
| 2014-2015 | Fuerzabruta                              | Corredor     | Gira internacional            |
| 2017      | La madre que los parió                   | Ricky        | Teatro Metropolitan Sura      |
| 2017      | Del amor, de la vida y de nuestra suerte |              | Teatro Metropolitan Sura      |
| 2018      | Rapunzel                                 | Príncipe Leo | Teatro Metro                  |
| 2020      | Gerundio                                 |              | Teatro El Umbral de Primavera |
| 2021      | Sex, viví tu experiencia                 | Él mismo     | Gorriti Art Center            |
| 2023      | Cocodrilo                                | Abelardo     | Casa Verde                    |
| 2023      | Es solo sexo                             | Rafael       | Teatro Picadilly              |
| 2023-2024 | Sinvergüenzas                            | Lucho        | Teatro Premier                |

## Premios y nominaciones
| Año  | Premiación      | Categoría            | Trabajo             | Resultado | Ref(s) |
| ---- | --------------- | -------------------- | ------------------- | --------- | ------ |
| 2016 | Premios Notirey | Revelación Masculina | Historia de un clan | Ganador   | [ 18 ] |